# Sansol
Sansol település Spanyolországban, Navarra autonóm közösségben. Sansol El Busto, Torres Del Río, Armañanzas, Desojo, Los Arcos és Lazagurría községekkel határos. Lakosainak száma 89 fő (2024).

## Népesség
A település népessége az elmúlt években az alábbi módon változott:
| Lakosok száma | 125  | 110  | 119  | 106  | 108  | 104  | 102  | 102  | 101  | 89   |
|               | 2001 | 2004 | 2007 | 2009 | 2012 | 2014 | 2017 | 2019 | 2022 | 2024 |